# Гексаметилентрипероксиддиамин
Гексаметилентрипероксиддиамин (ГМТД, HMTD, пероксид уротропина) — инициирующее взрывчатое вещество. Перекисное соединение. Формула N—(CH2—O—O—CH2)3—N.

## Физико-химические свойства
Белые мелкие ромбические кристаллы, практически нерастворимые в воде, спирте, ацетоне и многих других растворителях (смотрите таблицу ниже). Слаболетуч (0,5 % за 24 часа при 60°С), однако при комнатной температуре летучесть чрезвычайно низкая. К свету довольно устойчив. Слабо гигроскопичен, гигроскопичность 0,4 % за 40 дней при 100 % относительной влажности воздуха. Вызывает чихание так как раздражающе действует на слизистые оболочки. Вызывает сильную коррозию большинства металлов, особенно во влажном состоянии, зато химически совместим практически со всеми ВВ. Концентрированная серная кислота и бром могут вызвать взрыв, при действии HNO3 выделяется кислород, выделяет свободный йод из KI в кислом растворе. ГМТД — нестойкое и нестабильное вещество: он может постепенно разлагаться при хранении с появлением запаха формалина, (в связи с чем не рекомендуется хранить более 2-3 месяцев, но в сухом виде и при пониженной температуре сохраняется в течение года и может быть использован после промывки). Также разлагается в воде, полное разложение наступает за 4 месяца. Постепенно растворяется и разлагается в разбавленных кислотах. Заметно разлагается при повышенной температуре выше 60°С с выделением метиламина. При 100°С полностью разлагается за сутки. Плотность насыпная 0,5-0,7 г/см3, плотность монокристалла — 1,57 г/см3
| Растворитель (100 г)  | Растворимость в %       |
| --------------------- | ----------------------- |
| Вода                  | 0.1 (по др.данным 0.01) |
| Абсолютный спирт      | <0.01                   |
| Эфир                  | 0.017                   |
| Сероуглерод           | <0.01                   |
| Тетрахлорметан        | 0.013                   |
| Лед. уксусная кислота | 0.14                    |
| Хлороформ             | 0.64                    |
| Ацетон                | 0.33                    |

Как уже упоминалось выше, ГМТД сильно корродирует металлы, ниже приведена таблица потери металла в весе в г/м² за 40 дней при комнатной температуре во влажном виде:
| Металл   | Потеря в весе |
| -------- | ------------- |
| Алюминий | 10            |
| Олово    | 18            |
| Цинк     | 37            |
| Латунь   | 105           |
| Медь     | 122           |
| Свинец   | 405           |
| Железо   | 180           |

## Восприимчивость к нагреванию и внешним воздействиям
t всп. 149°С (с периодом индукции 3 сек.), по другим данным t всп. 200°С (с периодом индукции 1 сек.). В сухом виде чувствительность к удару 3-4 см для груза 2 кг (менее чувствителен, чем гремучая ртуть), по другим данным более чувствителен. Чувствительность к удару по методу BAM 0.6-1.5 Дж (гремучая ртуть 0.1-0.2 Дж). Очень сильно чувствителен к трению. Чувствительность к трению по методу ВАМ (50 %): 12 мН (Гремучая ртуть 51 мН). При слабом растирании в ступке легко взрывается. Чувствительность к трению можно уменьшить до уровня гремучей ртути добавлением 15 % минерального масла, однако это действие практически не сказывается на чувствительности к удару. Крупные кристаллы взрываются при прессовании и очень опасны в обращении, поэтому крупнокристаллический ГМТД негоден для снаряжения капсюлей-детонаторов, так как при прессовании при 200 кгс/см², а особенно при 500 кгс/см² даёт взрыв. Очень восприимчив к лучу огня и искре. Детонирует от раскалённой докрасна платиновой проволочки. От луча огня ГМТД детонирует даже во влажном виде.
| Температура в °С | Поведение ГМТД             |
| ---------------- | -------------------------- |
| 200              | Взрывается мгновенно       |
| 190              | разлагается со вспышкой    |
| =149             | вспыхивает через 3 секунды |
| <149             | разлагается без вспышки    |

| Справа время (ч), снизу t | 2    | 8     | 24    | 48       |
| ------------------------- | ---- | ----- | ----- | -------- |
| 60°С                      | 0.10 | 0.35  | 0.50  | 0.50*    |
| 75°С                      | 0.25 | 0.60  | 1.30  | 2.25**   |
| 100°С                     | 3.25 | 29.60 | 67.95 | -------- |

* Никаких признаков разложения.
** Вещество намокает и слегка съёживается; бризантность по песочной пробе меняется (до нагревания 23.7; после нагревания 22.2).
Надо заметить, что в смеси с гексогеном, тетрилом, ТЭНом, пикриновой кислотой при 50°С убыль в весе не ускоряется, а вот в смеси с тротилом и бертолетовой солью ускоряется вдвое по сравнению с нагреванием чистого вещества.
| Высота падения груза в см | Процент (%) взрывов навески | Процент (%) взрывов навески | Процент (%) взрывов навески |
| Высота падения груза в см | сухой                       | влажной                     | влажной                     |
| ------------------------- | --------------------------- | --------------------------- | --------------------------- |
| 60                        | 15                          | 15                          | 5                           |
| 70                        | 25                          | 25                          | 30                          |
| 75                        | 50                          | 50                          | 35                          |

Таблица ниже демонстрирует сравнение чувствительности ГМТД к удару относительно некоторых других ИВВ
| Вещество       | Верхний предел, см | Навеска, мг | Размер зёрен, мм |
| -------------- | ------------------ | ----------- | ---------------- |
| ГМТД           | 10                 | 12          | 0.05             |
| Гремучая ртуть | 10.5               | 64          | 0.07             |
| Азид свинца    | 36-40              | 25          | 0.05             |
| Тетразен       | 10                 | 21          | 0.09             |

Нижний предел у ГМТД для груза 500 г составляет 8 см.

## Инициирующая способность
Не теряет инициирующего действия при прессовании до 773 кг/см² и даже до 3000 кг/см². Детонация ГМТД от луча пламени требует наличия не менее 150 мг ГМТД, но при заключении в медный капсюль вещество способно детонировать уже в количестве нескольких мг при нагревании капсюля лучом огня. Инициирующая способность в несколько раз выше, чем у гремучей ртути и близка к азиду свинца, и составляет — 0.1 г для тротила, 0.05 г для тетрила и ТНФ (гремучая ртуть в этих условиях 0.26 — 0.21 г соответственно). Более подробная информация представлена в таблице ниже:
| Вторичное ВВ             | ГМТД | Гремучая ртуть |
| ------------------------ | ---- | -------------- |
| ТНТ                      | 0.10 | 0.26           |
| ТНТ при p = 1.35 г/см³ * | 0.06 | -              |
| Пикриновая кислота       | 0.06 | 0.21           |
| Тетрил                   | 0.06 | 0.24           |
| Пикрат аммония           | 0.30 | 0.9            |
| Тетранитроанилин         | 0.05 | 0.20           |
| Пикрат гуанидина         | 0.15 | 0.30           |
| Тринитрорезорцин         | 0.10 | 0.20           |
| Гексил                   | 0.05 | -              |
| Тринитробензальдегид     | 0.10 | -              |

* Спрессован при 250 кг/см²

## Энергетические характеристики
Теплота образования −384.3 ккал/кг, Энтальпия образования −413.7 ккал/кг. Теплота взрыва 3.29 МДж/кг, Фугасность 340 мл. Бризантность (песочная проба, заряд 0.5 г) 42.5 г, гремучая ртуть — 16.5 г, ЦТА — 44.2 г (более подробная информация ниже в таблице). Объем продуктов взрыва 1097 л/кг.
Ниже в таблице представлена бризантность ГМТД по песочной пробе — число (г) песка (из исходных 200 г), раздробленных взрывом навески ВВ в стальном цилиндре:
| Навеска (г) | ВВ   | ВВ             | ВВ            |
| ----------- | ---- | -------------- | ------------- |
| Навеска (г) | ГМТД | Гремучая ртуть | Циануртриазид |
| 0.10        | 6.6  | —              | 4.8           |
| 0.50        | 42.5 | 16.5           | 44.2          |
| 1.00        | 86.7 | 36.6           | 78.6          |

Бризантность ГМТД не меняется после 3-месячного хранения в закрытом сосуде в сухой или влажной атмосфере даже при 30°С, хотя появляется аминный запах, который свидетельствует о разложении.
| Плотность | Скорость детонации (м/сек) |
| --------- | -------------------------- |
| 0.88      | 4500-4511                  |
| 1.10      | 5100                       |

| Давление, кгс/см² | Плотность, г/см3 |
| ----------------- | ---------------- |
| 100               | 1.05             |
| 200               | 1.15             |
| 800               | 1.30             |

## Применение
ГМТД впервые был получен Байером и Виллигером (Baeyer and Villiger) в 1900 г сливанием растворов сульфата аммония, формалина и перекиси водорода. Известен ряд патентов (1912,1917 г) по снаряжению капсюлей-детонаторов и взрывных заклепок, однако на практике не применяется из-за недостаточной стойкости и опасности в обращении. Иногда используется как доступное ИВВ для инициирования детонации ВВ в лабораториях.

## Получение
Получают взаимодействием уротропина с 20 — 50 % перекисью водорода в присутствии уксусной, лимонной или азотной кислоты при температурах до 30°С (можно использовать ортофосфорную кислоту). Наибольший выход (почти 100 %) получается при использовании 30 % перекиси и ледяной уксусной кислоты. Известны также методы получения из менее концентрированной перекиси водорода, формалина и сульфата аммония. Примесь серной к-ты значительно снижает стойкость продукта. Кристаллы отфильтровывают, отжимают и многократно промывают водой до нейтральной реакции, хранят в прохладном темном месте.
| Способ получения                                                              | Выход ГМТД                   |
| ----------------------------------------------------------------------------- | ---------------------------- |
| 30 % H₂O₂ + CH3COOH (лед.), 20°С оставляют на ночь                            | Выход количественный (100 %) |
| 30 % H₂O₂ + лимонная к-та, 25-30°С, выдержка 17 ч при t°комн.                 | Выход 66-71 %                |
| 30 % H₂O₂ + HNO3 (p = 1.45) 15°С                                              | ---                          |
| 3% H₂O₂ + (NH4)2SO4 + р-р формалина 37%, 55°С потом выдержка 24 ч при t°комн. | ---                          |